# 张挺 (少将)
张挺（1917年—1993年1月12日），北京人，中国人民解放军少将。
早年任八路军晋察冀军区司令部参谋；1945年2月，任侦察科科长。第二次国共内战期间，担任张家口卫戍司令部参谋长、察哈尔军区副参谋长、晋察冀野战军第六纵队副参谋长；1949年2月，华北野战军第三纵队副参谋长。1949年2月，任第十九兵团63军188师代师长。中华人民共和国成立后，担任中央军委情报部三局副局长、情报部办公室主任、情报部副部长。1967年，担任总参谋部二部部长，文革中受到迫害；1975年，恢复自由，改任南京军区副参谋长。1993年去世。
1962年，晋升为少将，荣获二级独立自由勋章、二级解放勋章、独立功勋荣誉章。